# Generizität (Linguistik)
Generizität bezeichnet in der Sprachwissenschaft (Linguistik) die Eigenschaft bestimmter Ausdrücke, so interpretiert werden zu können, dass sie ganze Klassen von Gegenständen oder Personen bezeichnen. Im Gegensatz dazu steht eine referentielle Interpretation. Generische Ausdrücke werden verwendet, um verallgemeinernde Aussagen (Generalisierungen) über die sie bezeichnenden Klassen zu treffen (siehe Generische Aussagen).
Im Deutschen kann die generische Lesart beispielsweise durch die Verwendung des Substantivs Autos (im Plural) als Nominalphrase ohne Artikel und modifizierendes Adjektiv bewirkt werden:
- Autos sind Hauptverursacher der Luftverschmutzung.

Oft kann auch der definite Artikel im Singular eine generische Interpretation auslösen (generischer Singular):
- Das Auto ist der Hauptverursacher der Luftverschmutzung.

Die Verwendung des Artikels in generischen Ausdrücken unterscheidet sich teilweise stark von Sprache zu Sprache. Das Französische bevorzugt Nominalphrasen mit dem definiten Artikel im Plural:
- Les chats mangent des souris.
- Katzen fressen Mäuse.